# BRŠK Proleter Brod na Savi
Brodski radnički športski klub Proleter Brod na Savi bio je hrvatski nogometni klub iz Broda na Savi (današnjeg Slavonskog Broda).
Klub su 20. studenog 1919. osnovali Ivan Lesnjak, Josip Meder, Tomo Pezer, Rudolf Rebernik, Karl Segetlija, Josip Špoljarić.
Klub je koristio Radnički dom u Brodu na Savi.